# Ostara (Zeitschrift)
Die Ostara war eine von 1905 bis 1917 von dem österreichischen Ariosophen Jörg Lanz von Liebenfels publizierte und zum größten Teil selbst verfasste Schriftenreihe, die von einem hochgradigen Rassismus geprägt war und zumindest in Wien eine gewisse Verbreitung fand. Den Schriften wurde aufgrund der 1958 von Wilfried Daim aufgestellten These, dass Adolf Hitler sie gelesen habe und daher von ihren Inhalten nachhaltig beeinflusst gewesen sei, zeitweilig eine große historische Relevanz zugesprochen. Ein bedeutender Einfluss auf Hitler wird in neuerer Zeit jedoch relativiert.

## Name
Die Schriftenreihe wurde nach einer vermuteten germanischen Frühlingsgöttin benannt, Ostara. Von ihr soll auch der Name des Osterfestes abgeleitet sein. Damals und später wurde bereits angezweifelt, dass es den Glauben an eine solche Göttin wirklich gegeben hat.

## Ziel
Die Ostara „begann als Zeitschrift, die sich den politischen und wirtschaftlichen Problemen der Habsburgermonarchie von einem antiliberalen und alldeutschen Standpunkt aus widmete.“
Ab Heft 19/20 bezeichnete sich die Ostara als
die einzige und erste rassenwissenschaftliche Zeitung, die die Ergebnisse der Rassenkunde tatsächlich in Anwendung bringen will, um die sozialistischen und feministischen Umstürzler zu bekämpfen und die arische Edelrasse durch Reinzucht vor dem Untergang zu bewahren.
Ab Heft 70 lautete die Selbstbeschreibung:
Die Ostara ist die erste und einzige illustrierte arisch-aristokratische Schriftensammlung, die in Wort und Bild den Nachweis erbringt, dass der blonde heldische Mensch der schöne, sittliche, adlige, idealistische, geniale und religiöse Mensch, der Schöpfer und Erhalter aller Wissenschaft, Kunst und Kultur und Hauptträger der Gottheit ist. Alles Häßliche und Böse stammt von der Rassenmischung her, der das Weib aus physiologischen Gründen mehr ergeben war und ist als der Mann. Die Ostara ist daher in einer Zeit, die das Weibische und Niederrassige sorgsam pflegt und die blonde heldische Menschenart rücksichtslos ausrottet, der Sammelpunkt aller vornehmen Schönheit, Wahrheit, Lebenszweck und Gott suchenden Idealisten geworden.

## Geschichte
In den Jahren 1905 bis 1917 erschienen 89 Ausgaben der Ostara. Sie wurden bis Heft 64 (1913) in Rodaun verlegt, ab Heft 65 war der Verlagsort Mödling bei Wien. Die erste Ausgabe erschien im „Akademischen Verlag Wien-Lpz“, die folgenden Hefte im Ostara-Verlag. Lanz von Liebenfels wurde jeweils als „Verantwortlicher Leiter“ bezeichnet. 
Lanz verfasste die meisten Beiträge der Ostara selbst. Bis Heft 25 (1908) erschienen insgesamt 15 Artikel, die nicht von ihm stammten; danach war er alleiniger Autor der veröffentlichten Beiträge. 
Die Ostara-Hefte waren in der Vorkriegs- und in der Kriegszeit jedenfalls in Wien weit verbreitet. Sie waren für einen vergleichsweise geringen Preis von 4,50 Kronen in vielen Trafiken zu erhalten und lagen gelegentlich auch in Kaffeehäusern und billigen Volkscafés aus. Es wird häufig angenommen, dass Adolf Hitler vor allem vor dem Ersten Weltkrieg die Ostara wahrgenommen und zumindest einige Ausgaben gelesen hat.
Die Höhe der erreichten Auflagen lässt sich nicht mehr ermitteln. Lanz selbst gab an, seine Hefte seien mitunter in 100.000 Exemplaren aufgelegt worden. Diese Zahl wird in der heutigen Forschung als deutlich zu hoch angesehen. Richtig ist allerdings, dass bereits in der Vorkriegszeit einige Hefte eine zweite Auflage erlebten, wobei aber wiederum nicht bekannt ist, wie hoch die jeweilige Erst- und Zweitauflage war. 
Mit Heft Nr. 89 wurde 1917 die letzte Ausgabe veröffentlicht. Lanz gab an, dass 11 weitere Ausgaben existierten. Für eine Veröffentlichung gibt es allerdings keine Belege. Ekkehard Hieronimus nimmt an, dass Lanz diese Ausgaben zwar geplant hatte, der Rohstoffmangel des letzten Kriegsjahres aber eine Veröffentlichung verhindert habe.
Bis 1931 erschienen etwa 40 Neuauflagen einzelner Hefte.

## Inhalte
Lanz, der fast alle Hefte selber verfasste, ließ sich vor allem über Themen des Rassismus, des Antifeminismus und des Antiparlamentarismus aus. Den Ersten Weltkrieg interpretierte er als entscheidende Phase des Kampfes zwischen den „Blonden“ und den „Dunklen“, die im Rahmen seiner Theozoologie oder Ariosophie die hochstehenden arischen „Gottmenschen“ (Theozoa) und jene den niederen Trieben hingegebenen und als solche daher dem Fortschritt der Menschheit entgegenstehenden minderwertigen Rassen repräsentieren. Seinen rassischen Manichäismus verdankte er theosophischen und okkulten Subkulturen. Den Feminismus bekämpfte Lanz, weil er der Frau eine viel stärkere Triebhaftigkeit zuschrieb als dem Mann. Ihre vermeintliche Promiskuität betrachtete er daher als eine Bedrohung der Reinerhaltung der arischen Rasse. In ähnlicher Weise ordnete er untere Klassen der Gesellschaft den niederen Rassen zu, wobei ihm sämtliche Formen von Emanzipation als verwerflich galten.

## Historische Bedeutung
Adolf Hitler hatte in seiner Wiener Zeit vor dem Ersten Weltkrieg (1907–1913) völkische Literatur, Parteizeitungen und Traktate gelesen, unter anderem auch die Zeitschrift Ostara. Der österreichische Schriftsteller Wilfried Daim folgert daraus, bei Lanz von Liebenfels handele es sich um den Mann, der Hitler die Ideen gab (so der Titel seiner erstmals 1958 erschienenen Lanz-Biographie). Diese Einschätzung wird in der modernen Wissenschaft nicht geteilt. Nach allgemeiner Auffassung war der ideologische Einfluss Lanz’ (und damit der der Ostara) auf Hitler eher gering bzw. zu vernachlässigen.